# Aydın (district)
Aydın is een Turks district in de provincie Aydın en telt 259.786 inwoners (2012). Het district heeft een oppervlakte van 627,22 km².
De bevolkingsontwikkeling van het district is weergegeven in onderstaande tabel.
| 1997    | 2000    | 2007    | 2012    |
| ------- | ------- | ------- | ------- |
| 193.896 | 208.341 | 231.884 | 259.786 |

Aydın · Bozdoğan · Buharkent · Çine · Didim · Germencik · İncirliova · Karacasu · Karpuzlu · Koçarlı · Köşk · Kuşadası · Kuyucak · Nazilli · Söke · Sultanhisar · Yenipazar